# Allvar Olsson
Allvar Olsson, född 23 november 1838 i Grättve, Edsleskogs socken, Älvsborgs län, död 24 januari 1903 i Tösse församling, Älvsborgs län, var en svensk politiker.
Olsson genomgick Åmåls elementarläroverk och var därefter bokhållare under många år vid järnbruk samt verksam som lantbrukare. Han var politiskt aktiv som kommunalman och landstingsman. Olsson var ledamot av andra kammaren 1885–1887, invald av Tössbo och Vedbo domsagas valkrets. Han efterträddes i valkretsen av August Låftman.